# إهاب النبات
إهاب النبات أو الكوتيكل أو البشيرة أو الجلدة، هي طبقة واقية تغطي البشرة من الأوراق و البراعم الصغيرة والأعضاء النباتية الهوائية الأخرى التي لا تحتوي على الأدمة المحيطة. يتكون من بوليمرات دهنية وهيدروكربونية مشربة بالشمع، ويتم تصنيعها حصريًا بواسطة خلايا البشرة.

## وصف
إهاب النبات عبارة عن طبقة من البوليمرات الدهنية المشبعة بالشمع الموجود على الأسطح الخارجية للأعضاء الأولية لجميع النباتات البرية الوعائية. كما أنه موجود أيضًا في جيل البوغ من نباتات الزهقرنية، وفي كل من أجيال الطحالب البوغية والنبات المشيجي من الطحالب تشكل بشرة النبات غطاءًا خارجيًا متماسكًا للنبات يمكن عزله بشكل سليم عن طريق معالجة الأنسجة النباتية بالإنزيمات مثل البكتيناز والسليولاز.